# Антоний Юлиан
Антоний Юлиан (на латински: Antonius Iulianus) е римски писател през 2 век. Той произлиза от испанска фамилия.
Споменат е само в „Noctes Atticae“ на Авъл Гелий, който учи при него реторика. Той е автор на произведението Declamationes, което не е запазено. Гелий казва, че той е специалист по стара римска литература, особено за Квинт Клавдий Квадригарий. Неговият латински имал испански акцент.
Антоний Юлиан не е идентичен с прокуратора на провинция Юдея Марк Антоний Юлиан.